# Vriesea sceptrum
Vriesea sceptrum là một loài thuộc chi Vriesea. Đây là loài bản địa của Brasil.